# Сакари Момој
Сакари Момој (јап. 百井盛; Минамисома, 5. фебруар 1903 — Токио, 5. јул 2015) био је јапански суперстогодишњак који је према гинисовој књизи рекорда носио титулу најстаријег живог мушкарца на свету у периоду од 8. јуна 2014. до 5. јула 2015. године.

## Биографија
Сакари Момој рођен је у Минамисоми, Префектура Фукушима, Јапан, 5. фебруара 1903. године. По завршетку средње школе у Фукушими, уписао се на Пољопривредни факултет на Токијском Империјалном универзитету 1924. године. Дипломирао је на универзитету 1927, а исте године је постављен за наставника хемије у средњој школи у провинцији Северни Хамгјонг (данашња Северна Кореја). Године 1928, оженио се својом женом Томико, са којом је имао шесторо деце. Био је директор две школе у Фукушими и Саитами. Живео је у префектури Саитама од средине 1950-их.
Као старији човек волео је да чита, посебно кинеску поезију, а бавио се и калиграфијом. Супруга му је преминула 2001. године. Живео је у Саитами до 2003. године, када је премештен у болницу за рехабилитацију у Токију.
23. јула 2013. године, након смрти 111-годишњег Јокичија Икарашија, постао је најстарији живи мушкарац у Јапану.
8. јуна 2014. године, након смрти 111-годишњег Александера Имича из Сједињених Америчких Држава, постао је најстарији живи мушкарац на свету.
Сакари Момој преминуо је у Токију, Префектура Токио, Јапан, 5. јула 2015. године, у доби од 112 година и 150 дана. Након његове смрти, тада 112-годишњи Јасутаро Коиде, преузео је титулу најстаријег живог мушкарца у Јапану и на свету.